# Tell Me You Love Me (album)
Tell Me You Love Me Demi Lovato énekes hatodik stúdióalbuma. 2017. szeptember 29-én jelent meg. Az album elsősorban pop album, de tartalmaz R&B elemeket is. Lovato úgy jellemezte az albumot, hogy sokkal kifejezőbb, lelkesebb az eddigieknél, és Christina Aguilera, Aretha Franklin, valamint Kehlani inspirálta. Az album producerei David Massey, Oak Felder, Stint és John Hill.
Az album első kislemeze, a Sorry Not Sorry, 2017 júliusában jelent meg, és a Billboard Hot 100 6. helyére került, ezzel Lovato egyik legsikeresebb kislemeze lett.
Az album pozitív kritikákat kapott, a kritikusok gratuláltak Lovato érzelmes hangjához és a produkcióhoz, egyesek az albumot a karrierje legjobb munkájának nevezték. Az album a legjobb helyezéseket érte el szerte a világon, és 3. helyezést ért el a Billboard 200 listáján. Demi számos rádióban és televíziós műsorban promózta az albumot, 2018-ban pedig elindult a Tell Me You Love Me World Tour turnéra.

## Számlista
| #   | Cím                            | Írói                                                                          | Hossz |
| --- | ------------------------------ | ----------------------------------------------------------------------------- | ----- |
| 1.  | Sorry Not Sorry                | Demi Lovato, Warren Felder, Sean Douglas, Trevor Brown, William Zaire Simmons | 3:23  |
| 2.  | Tell Me You Love Me            | John Hill, Kirby Lauryen, Ajay Bhattacharya                                   | 3:56  |
| 3.  | Sexy Dirty Love                | Lovato, Felder, Brown, Simmons                                                | 3:33  |
| 4.  | You Don't Do It For Me Anymore | Lovato, Jonas Jeberg, Chloe Angelides, Ashlyn Wilson, James "Gladius" Wong    | 3:17  |
| 5.  | Daddy Issues                   | Lovato, Felder, Simmons, Douglas                                              | 3:09  |
| 6.  | Ruin the Friendship            | Lovato, Ido Zmishlany, Brittany Amaradio, Angelides                           | 3:53  |
| 7.  | Only Forever                   | Lovato, Felder, Douglas, Ilsey Juber, Toby Gad                                | 3:17  |
| 8.  | Lonely (featuring Lil Wayne)   | Dijon McFarlane, Dwayne Carter, Sarah Aarons                                  | 4:41  |
| 9.  | Cry Baby                       | Lovato, Taylor Parks, Angelides, Noonie Bao, Jamie Sanderson, Kevin Hissink   | 3:42  |
| 10. | Games                          | Lovato, Felder, Brown, Simmons, Douglas                                       | 3:08  |
| 11. | Concentrate                    | Lovato, Jeff Shum, Dayyon Alexander, Jimmy Burney, Adam Tressler              | 3:17  |
| 12. | Hitchhiker                     | Lovato, Shum, Alexander, Burney,Tressler, Winston Howard                      | 3:43  |

## Megjelenés és promóció
2017. augusztus 23-án Lovato posztolt egy 18 másodperces videót Twitterre, amelyben a Tell Me You Love Me-t énekli. A videó végén bemutatja az album borítóját, amelyen Lovato arca tűnik fel fekete-fehéren, alatta az album címe, majd az albumborító elhalványodik, és felfedi a megjelenési dátumot. Szeptember 13-án Lovato rajongói segítségével kiszivárogtatta a számlistát Twitteren.
Az album megjelenésekor, szeptember 29-én megünnepelte a megjelenést egy élő közvetítésű VEVO eseményen, ahol megvitatta az albumot, és előadta akusztikusan a Sorry Not Sorry-t és a Tell Me You Love Me-t.
Október 26-án bejelentette, hogy turnéra indul 2018-ban DJ Khaleddel. A 2017-es American Music Awards-on bejelentette, hogy csatlakozik a turnéhoz Kehlani is. A turné 2018. február 26-án kezdődött el San Diegóban, és várhatóan 2018 novemberében ér véget.

## Kislemezek
Az album első kislemeze a Sorry Not Sorry, amely 2017. július 11-én jelent meg. A dal jelentősebb részét Demi írta, a dal az utálkozóknak íródott. A videóklip július 19-én jelent meg a Youtube-on, Lovato házibulijába pillanthatunk be, a klipben feltűnik Paris Hilton, Jamie Foxx, illetve Lovato barátai. A kislemezt élőben előadta az MTV Video Music Awardson és az American Music Awardson.
Az album második kislemeze a Tell Me You Love Me, amely 2017. november 14-én jelent meg, a klip hozzá december 1-jén. A klipben Demi szerelmét Jesse Williams, egy színész játszotta el. A klip majdnem 7 perces, a rövid történetben bemutatják a szerelmesek történetét, Jesse megkéri Demi kezét, de közben gondjaik vannak, az oka a féltékenység. Az esküvőn Lovato azt képzeli, Jesse lehúzza a gyűrűt az ujjáról, és otthagyja az oltárnál, de valójában ő menekül el. A végén pedig a tükörben énekli Everything I need is standing in front of me (Minden, amire szükségem van, itt áll előttem) sorokat, ezzel arra utalva, hogy csak önmagára van szüksége, és még nem áll készen a hazásságra. A névadó kislemezt élőben előadta többek között a The Ellen Show és a Live On The Today Show műsorokban.